# Leptasteron vexillum
Leptasteron vexillum là một loài nhện trong họ Zodariidae.
Loài này thuộc chi Leptasteron. Leptasteron vexillum được Barbara C. Baehr & Rudy Jocqué miêu tả năm 2001.